# 歐登堡的格奧爾格·路德維希
歐登堡的格奧爾格·路德維希（德語：Georg Ludwig von Oldenburg，1855年6月27日—1939年11月30日），歐登堡大公彼得二世的次子，母親是薩克森-阿爾滕堡的伊莉莎白。
格奧爾格·路德維希終生未婚，1939年於奧伊廷去世，享年84歲。